# Pyrostria chapmanii
Pyrostria chapmanii är en måreväxtart som beskrevs av Diane Mary Bridson. Pyrostria chapmanii ingår i släktet Pyrostria och familjen måreväxter. Inga underarter finns listade i Catalogue of Life.